# Коршинский, Францишек
Франци́шек Корши́нский (пол. Franciszek Salezy Korszyński, 19.01.1893 г. — 3.11.1962 г.) — католический епископ, титулярный архиепископ Орисы, вспомогательный епископ епархии Влоцлавека с 7 мая 1946 года по 3 ноября 1962 год, преподаватель и ректор Высшей Духовной семинарии во Влоцлавке.

## Биография
После получения богословского образования Францишек Коршинский был рукоположён 10 июня 1945 года в священника. После начала Второй мировой войны 7 ноября 1939 года был интернирован немцами в концентрационном лагере Дахау. После освобождения в 1944 году Францишек Коршинский переехал в Париж, где организовал начальную семинарию.
7 мая 1945 года Римский папа Пий XII назначил Францишка Коршинского титулярным епископом Орисы и вспомогательным епископом епархии Влоцлавека. 29 июня 1946 года состоялось рукоположение Францишка Коршинского в епископа, которое совершил кардинал Стефан Вышинский.
Скончался 3 ноября 1962 года.

## Источник
- Nitecki P., Biskupi Kościoła w Polsce w latach 965—1999, Warszawa 2000, ISBN 83-211-1311-7.